# 德川宗翰
德川宗翰（日语：／ Tokugawa Munemoto，1728年9月3日—1766年3月24日），水戶藩的第5代藩主，水戶德川家第五代。父親是第四代藩主德川宗堯，母親是正室美代姬，次子，前有一兄松平賴順，但由於賴順乃是庶出子，所以一般將他定為次子。正室為一條兼香的女兒絢君。側室田澤氏，毛利氏等多人。官職為從三位左近衛權中將、參議。
享保十三年（1728年）7月29日出生，乳名鶴千代。享保十五年（1730年），父親宗堯去世後，年僅兩歲的宗翰成為藩主。之後第八代將軍德川吉宗賜予「宗」一字，改名為宗翰。宗翰成年之後也盡力重整困頓的藩政。不過，正值英年的宗翰卻在明和三年（1766年）2月14日以三十九歲逝世，改革再次受到挫折。而藩主的位子就由長子德川治保繼承。
墓地:茨城縣常陸太田市瑞龍山。
法名：源良公，大隆院殿正蓬社賢譽瑞榮

## 官職位階履歷
※日期＝舊曆
- 享保十三年（1728年）七月二十九日，誕生。乳名鶴千代。
- 享保十五年（1730年）五月十二日，成為水戶德川家的家督，任藩主。
- 享保二十一年（1736年）四月十三日，元服，將軍德川吉宗賜一字，改名為宗翰。同日，敘正四位下，任左近衛權少將，兼任左衛門督。
- 文元二年（1737年）十二月五日，昇從三位，轉任左近衛權中將任。
- 文元五年（1740年）十二月一日，補任參議。
- 明和三年（1766年）七月十四日，逝世。

## 家系
- 父親：德川宗堯
- 母親：德川美代姬
- 兄：松平賴順

### 妻妾
- 正室：一條絢君郁子
- 側室：榊原氏
- 側室：中澤氏
- 側室：山本氏
- 側室：田澤氏
- 側室：毛利氏

### 子女
- 長子：德川治保（1751年~1805年）六代藩主
- 次子：直之允（1752年~1759年）早夭
- 三子：勝五郎（1753年~1754年）早夭
- 長女：時姬（1754年~1786年）高須藩主松平義裕室
- 四子：直之介（1755年~1756年）早夭
- 五子：松平賴圖（1755年~1776年）伯父松平賴順養子
- 六子：松平賴救（1756年~1830年）宍戸藩主
- 次女：嘉姬（嘉君）（1757年~1794年）二條治孝簾中
- 三女：國姬（國君）（1759年~1806年）今出川實種簾中
- 四女：嶺姬（1760年~1822年）端華院遍雄室
- 七子：松平保受（1761年~1785年）
- 八子：松平保福（1762年~1830年）松平賴脩養子
- 五女：金姬（1764年~1817年）英勝寺住持清月
- 九子：中山信敬（1764年~1820年）又名信德，中山政信的養子